# Eduardo Ramos Quirino

Eduardo Ramos Quirino (São Paulo, 05 de outubro de 1963) é um diretor e roteirista de cinema e TV. Entre seus principais trabalhos está BMW Vermelho, um dos curtas-metragens mais premiados do cinema brasileiro. Também, realizou os curtas A Desforra da Titia, A Solidão dos Dias Difíceis, Cada um com Seus Problemas e Algo em Comum. Parte de sua carreira é dedicada a temas voltados à educação e saúde pública, produzindo séries, documentários e vídeos publicitários em parcerias com Universidades, Secretarias Municipais e Estaduais e com o Ministério da Educação.

## Biografia
Eduardo Ramos Quirino nasceu na cidade de São Paulo em 5 de outubro de 1963. Filho de Álvaro Ramos, gerente de vendas das Lojas Assumpção, uma das mais importantes lojas de discos do Brasil na década de 1960, Eduardo cresceu em meio ao efervescente cenário cultural da cidade de São Paulo. Embora tenha gravado algumas músicas e participado como vocalista de diversas bandas, optou por seguir carreira no audiovisual, ingressando no curso de jornalismo da PUC-SP, em 1981.
Ainda na faculdade, começou a produzir seus primeiros trabalhos como diretor e roteirista. Em 1986, dirigiu, escreveu e apresentou o programa Forte Apache, um dos primeiros programas independentes da TV brasileira. Paralelamente, ganhava destaque no mercado publicitário tendo roteirizada e dirigido 137 produções até 1992. Nesse período, também foi responsável pela direção de alguns quadros do programa infantil Rá Tim Bum para a TV Cultura de São Paulo.
Entre 1995 e 2007 dirigiu Diálogos Impertinentes, uma realização da TV PUC-SP (produtora da Universidade Católica de São Paulo) em parceira com a Folha de S. Paulo e o SESC-SP. Com apresentação de Mário Sérgio Cortella, Diálogos Impertinentes foi o programa brasileiro de maior repercussão no meio acadêmico durante toda sua existência. Continuou trabalhando para a TV PUC-SP até 2018, tendo como destaque os especiais O Futuro da Escola, um encontro entre o educador Paulo Freire com o matemático sul-africano Seymour Papert, especialista em ensino à distância, em parceria com o Jornal da Tarde; As Escritoras, programa que reuniu Lygia Fagundes Telles, Nélida Piñon e Lya Luft; e A Revolução Cultural do Tempo Livre, com o sociólogo francês Joffre Dumazedier.
Em 1996, lançou seu primeiro curta-metragem A Desforra da Titia, baseado na obra de Carlos Zéfiro. O  filme foi premiado no Festival de Gramado e em diversos outros festivais brasileiros e internacionais e exibido nas TVs inglesa, francesa, norte-americana e italiana.
Em 2001, seu curta-metragem BMW Vermelho, roteirizado em parceria com Reinaldo Pinheiro, teve excelente recepção por parte da crítica e do público. Protagonizado por Otávio Augusto, o filme consagrou-se como um dos curtas mais premiados do cinema brasileiro, sendo reconhecido nos festivais de Gramado, Havana e Miami, além de ficar entre os cinco melhores filmes no Festival de Clermont Ferrand–França. Recebeu ainda os prêmios Kodak, Canal Brasil e da Mostra de Internacional de Curtas-Metragens de São Paulo, além de uma série de outros prêmios em festivais brasileiros e internacionais, sendo hoje considerado um clássico do curta-metragem nacional.
Nas décadas mais recentes, Eduardo Ramos Quirino tem se dedicado à carreira de documentarista e ao desenvolvimento de projetos de audiovisual voltados para a educação e saúde pública. Atualmente, é diretor de conteúdo do Cientik, um ecossistema de educação tecnológica que envolve, entre outras coisas, um serviço de streaming com documentários e séries de ficção originais.

## Filmografia

### Curtas-metragens
- 1996 - A Desforra da Titia
- 2000 - Algo em Comum[4]
- 2001 - BMW Vermelho
- 2003 - A Solidão dos Dias Difíceis[2]
- 2004 - Cada um com Seus Problemas[21]

### Documentários
- 2001 - Tranca e Couro
- 2005 - Boracéa
- 2005 - Do Avesso
- 2006 - Jardim Felicidade
- 2008 - Nas Rodas do Samba
- 2011 - Congonhas, a Cidade ao Cubo
- 2019 - 45 Dias
- 2020 - Fé Refeita

### Televisão
- 1986 - Forte Apache
- 1988 - Rá Tim Bum
- 1995 a 2007 - Diálogos Impertinentes[22]
- 1996 - O Futuro da Escola
- 1996 - As Escritoras
- 1996 - A Revolução Cultural do Tempo Livre
- 2000 a 2002 - Vendo e Aprendendo
- 2000 a 2013 - Diversidade
- 2001 a 2002 - Viva a Vida
- 2005 - Letra Viva
- 2006 - Vida em Movimento
- 2015 - Distrito Cultural[23]
- 2017 - Olimpíadas da Rua

### Teatro
- 2007 a 2008 - Ouvir Para Crescer

## Prêmios
2005
- Diversidade

Festival de Gramado

Melhor Programa Universitário da TV Brasileira 

2000
- BMW Vermelho

Kinoforum - Festival Internacional de Curtas-Metragens de São Paulo

Melhor Curta-Metragem Júri Popular

Festival de Gramado

Melhor Direção de Arte

Festival Internacional do Novo Cinema Latino-Americano de Havana

Melhor Filme de Curta-metragem Ficção 

Prêmio Aquisição Canal Brasil

Festival de Cinema de Cuiabá

Melhor Direção de Arte

Melhor Ator - Otavio Augusto 

Melhor Atriz - Denise Weinberg

2001

Brazilian Film Festival Miami

Best Short Film Public Choice Awards

Best Actor

12º Damascus International Film Festival 2001

Golden Prize

Cine Ceará|Festival de Cinema do Ceará

Melhor Atriz - Denise Weinberg

1995

- A Desforra da Titia

Festival de Gramado

Melhor Atriz de Curta-Metragem -
Cristina Mullins